# Starrcade 2018
Starrcade 2018 è stato un evento speciale di wrestling organizzato dalla WWE in esclusiva per il WWE Network. L'evento si è svolto il 24 novembre 2018 alla U.S. Bank Arena di Cincinnati (Ohio).
L'evento prende il nome dall'pay-per-view omonimo della National Wrestling Alliance e della World Championship Wrestling, svoltosi con cadenza annuale tra il 1983 e il 2000.

## Risultati
| # | Incontri                                                                                                 | Stipulazioni                                       |
| - | --- | -------------------------------------------------- |
| 1 | Bayley, Dana Brooke, Ember Moon e Sasha Banks hanno sconfitto Alicia Fox, Mickie James, Nia Jax e Tamina | Eight-woman tag team match                         |
| 2 | Rey Mysterio ha sconfitto Shinsuke Nakamura (c) per squalifica                                           | Single match per il WWE United States Championship |
| 3 | Rey Mysterio e Rusev (con Lana) hanno sconfitto The Miz e Shinsuke Nakamura                              | Tag team match                                     |
| 4 | AJ Styles ha sconfitto Samoa Joe per sottomissione                                                       | Steel cage match                                   |